# John et Benjamin Green
John et Benjamin Green étaient un père et un fils qui travaillaient en partenariat comme architectes dans l'Angleterre du Nord-Est au début du XIXe siècle. John, le père était ingénieur civil ainsi qu'architecte. Bien qu'ils aient effectué certaines missions séparément, ils ont reçu des commandes conjointes pour nombre de leurs projets. Il est difficile d'attribuer une grande partie de leur travail à un seul d'entre eux. En général, John Green a travaillé sur des projets de génie civil, tels que des ponts routiers et ferroviaires, tandis que Benjamin a travaillé sur des projets qui étaient plus purement architecturaux. Leur travail consistait principalement en architecture d'église et de chemin de fer, avec quelques bâtiments publics dont leur chef-d'œuvre, le théâtre royal de Newcastle.
Les dessins de John et Benjamin Green sont détenus par la Laing Art Gallery à Newcastle upon Tyne.

## Biographies

### John Green

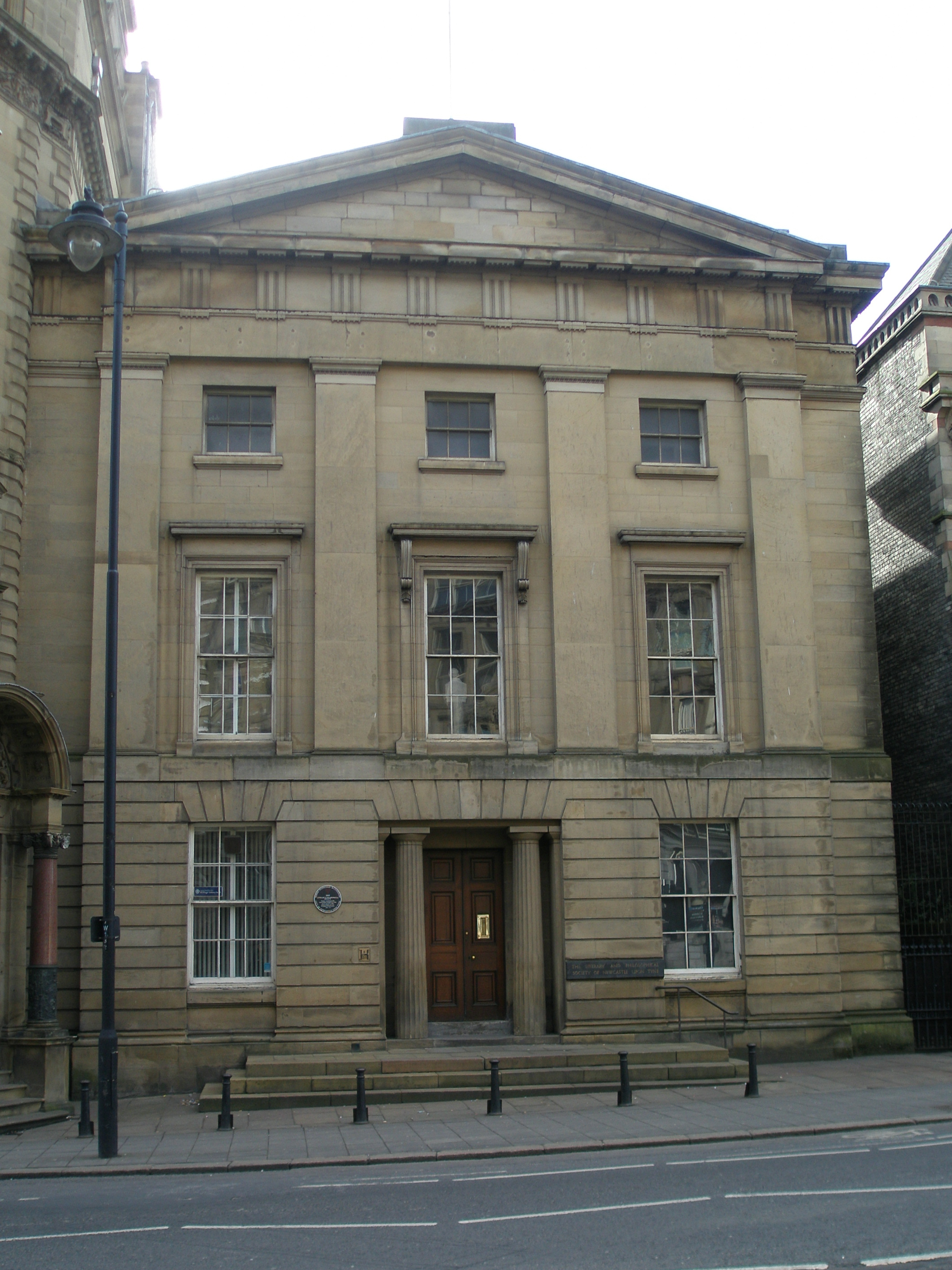
Façade de l'immeuble de la Literary and Philosophical Society à Newcastle, dessinée par John Green.

John Green est né le 29 juin 1787 à Newton Fell House, Nafferton, à environ trois kilomètres (deux miles) au nord de Ovington (Northumberland). Il était le fils de Benjamin Green, charpentier et fabricant d'outils agricoles. Après avoir terminé ses études, il a travaillé dans l'entreprise de son père. L'entreprise a déménagé dans le bourg de Corbridge et a commencé les travaux généraux de construction, le jeune John se concentrant sur le travail architectural. Vers 1820, John a créé une entreprise d'architecture et ingénierie civile à Newcastle upon Tyne.

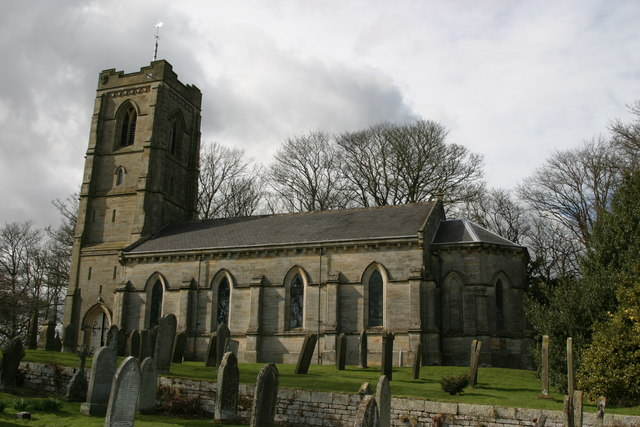
Holy Trinity Church, Cambo, par John et Benjamin Green.

John Green épousa Jane Stobart en 1805 et ils eurent deux fils, John (vers 1807–68) et Benjamin (vers 1811-1858) qui devinrent tous deux architectes. On sait peu de choses sur la carrière de John, mais Benjamin a travaillé en partenariat avec son père sur de nombreux projets.
En 1822, John Green a conçu un nouveau bâtiment pour la Newcastle Literary and Philosophical Society. Le bâtiment qui abrite l'importante bibliothèque de la société est toujours en service aujourd'hui. Il a également conçu un certain nombre de fermes, étant missionné sur le domaine de Beaufront près d'Hexham et aussi sur les propriétés du duc du Northumberland.
John Green était principalement ingénieur civil et a construit plusieurs ponts routiers et ferroviaires. En 1829–1831, il construit deux ponts suspendus en fer forgé traversant la Tyne (à Scotswood) et la Tees (à Whorlton). Le pont de Scotswood a été démoli en 1967 mais celui de Whorlton est toujours en place. Lorsque le pont de haut niveau de Newcastle fut proposé dix ans plus tard, John Green soumit des plans mais ceux de Robert Stephenson furent choisis par le chemin de fer de York, Newcastle et Berwick. Green a également construit un certain nombre de ponts en utilisant un système innovant d'arcs en bois lamellé sur des piliers de maçonnerie, le système Weibeking, basé sur les travaux de l'ingénieur bavarois C.F. Weibeking. Les deux qu'il a construits pour le Newcastle and North Shields Railway, au Ouseburn et à Willington Quay restent en service, bien que le bois ait été remplacé par du fer forgé dans un treillis de modèle similaire en 1869. En 1840, il fut élu à l'Institution of Civil Engineers et en 1841, il reçut la médaille Telford de l'institution pour son travail sur la conception de l'arc laminé.
John Green est décédé à Newcastle le 30 septembre 1852.

### Benjamin Green

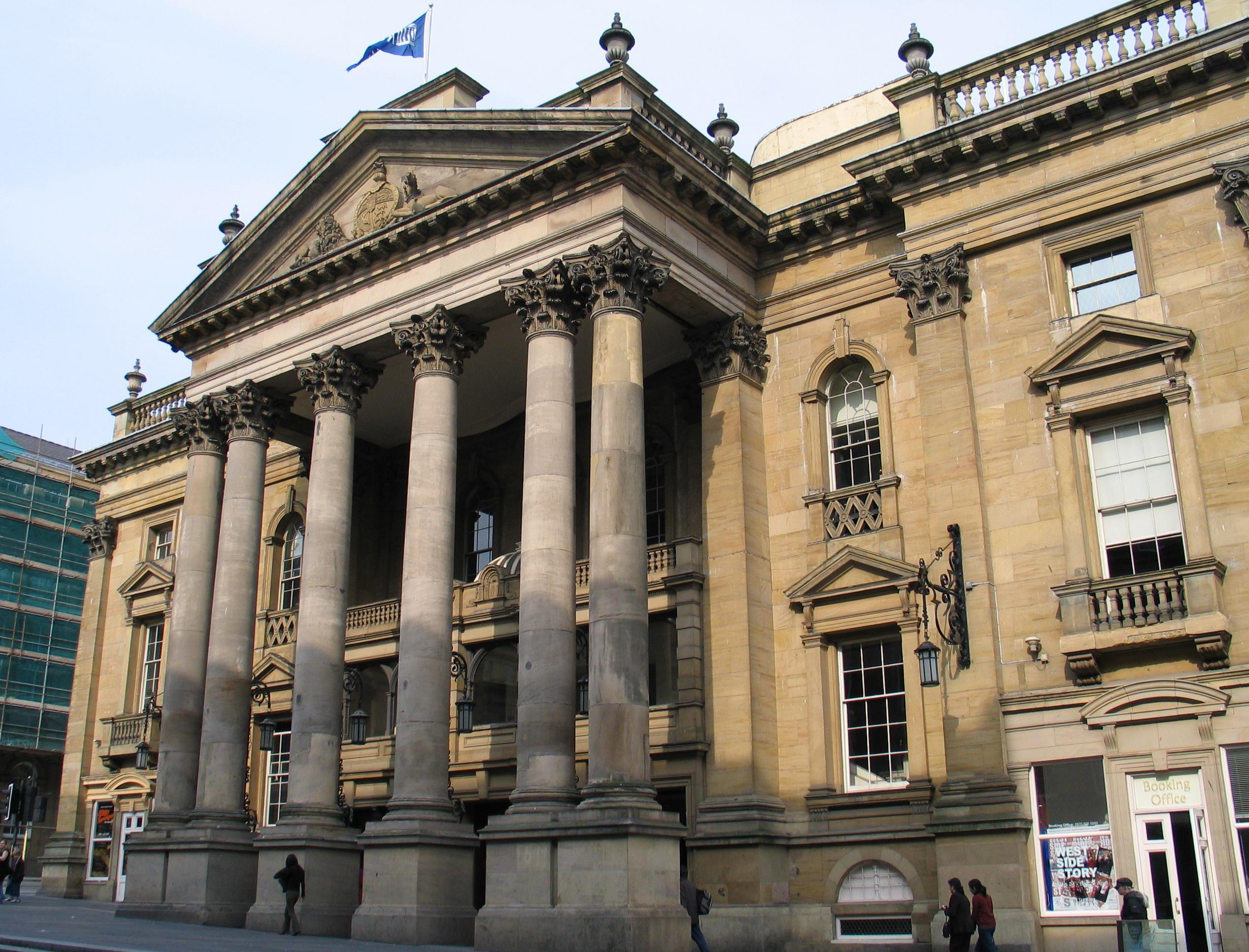
Theatre Royal sur Grey Street, Newcastle.

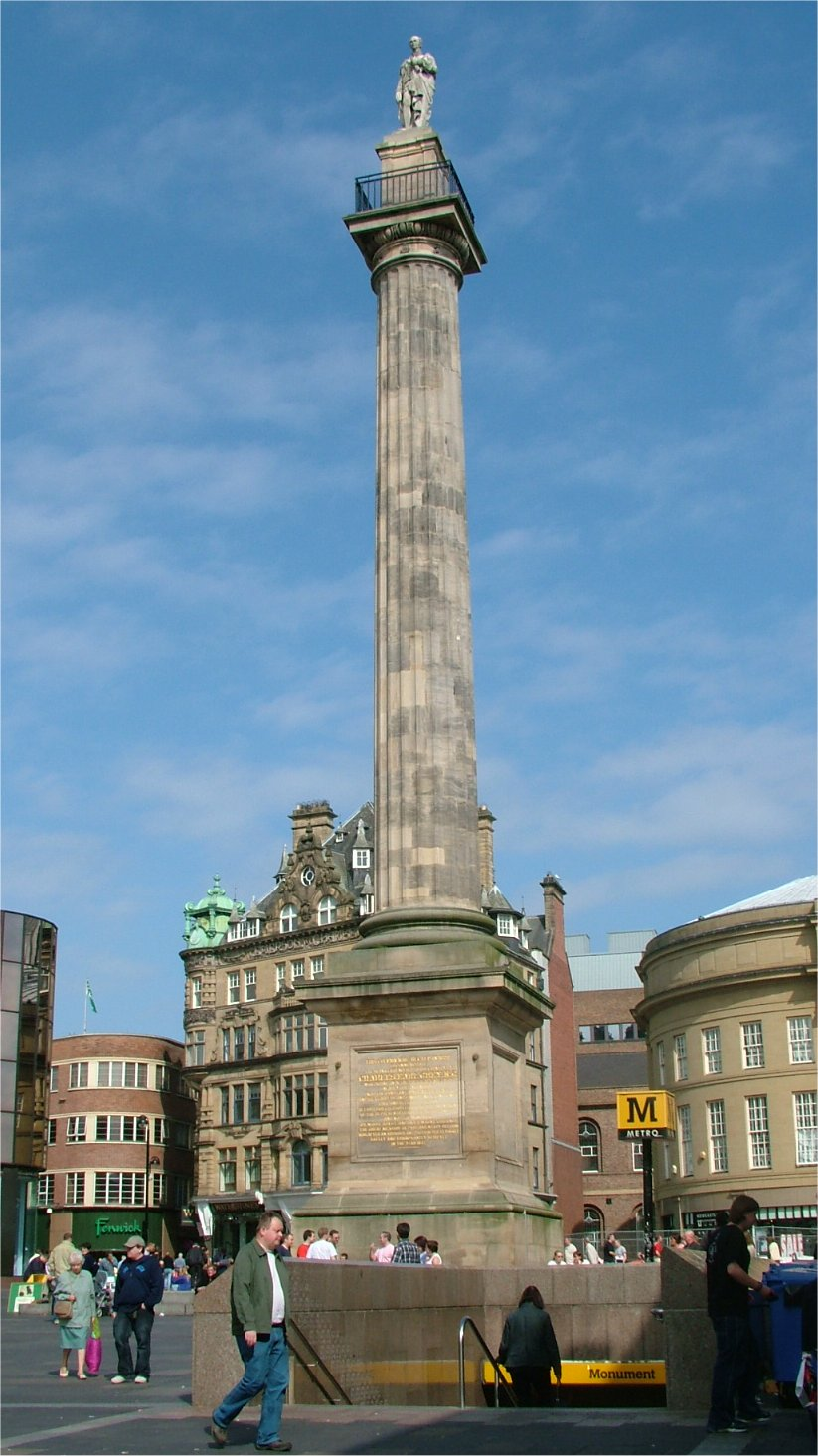
Grey's Monument au centre de Newcastle.

Benjamin Green était un élève de Augustus Charles Pugin, père du plus célèbre Augustus Welby Northmore Pugin. Au milieu des années 1830, il devint partenaire de son père et le resta jusqu'à la mort de ce dernier en 1852. Les deux partenaires diffèrent quelque peu. John a été décrit comme un homme d'affaires « simple, pratique, astucieux » avec un style « simple, sévère et économique » , tandis que Benjamin était d'un « genre artistique et fringant » , produisant un « style ornemental fleuri et riche ».
Les Green travaillaient comme architectes ferroviaires et on pense que toutes les gares principales entre Newcastle et Berwick upon Tweed ont été conçues par Benjamin. En 2020, Morpeth Station a été restaurée selon les conceptions originales de Green après un investissement de 2,3 millions de livres sterling. Ils ont également conçu un certain nombre d'églises de Northumbrie, les meilleurs exemples se trouvant à Earsdon et Cambo.
Les commandes les plus importantes des Green à Newcastle furent le  Theatre Royal (1836–1837) et la colonne du Grey's Monument (1837–1838). Ces deux structures faisaient partie du réaménagement du centre-ville de Newcastle dans un style néo-classique par Richard Grainger. Bien que les deux partenaires aient été crédités de leur conception, on pense que Benjamin en fut le principal créateur.

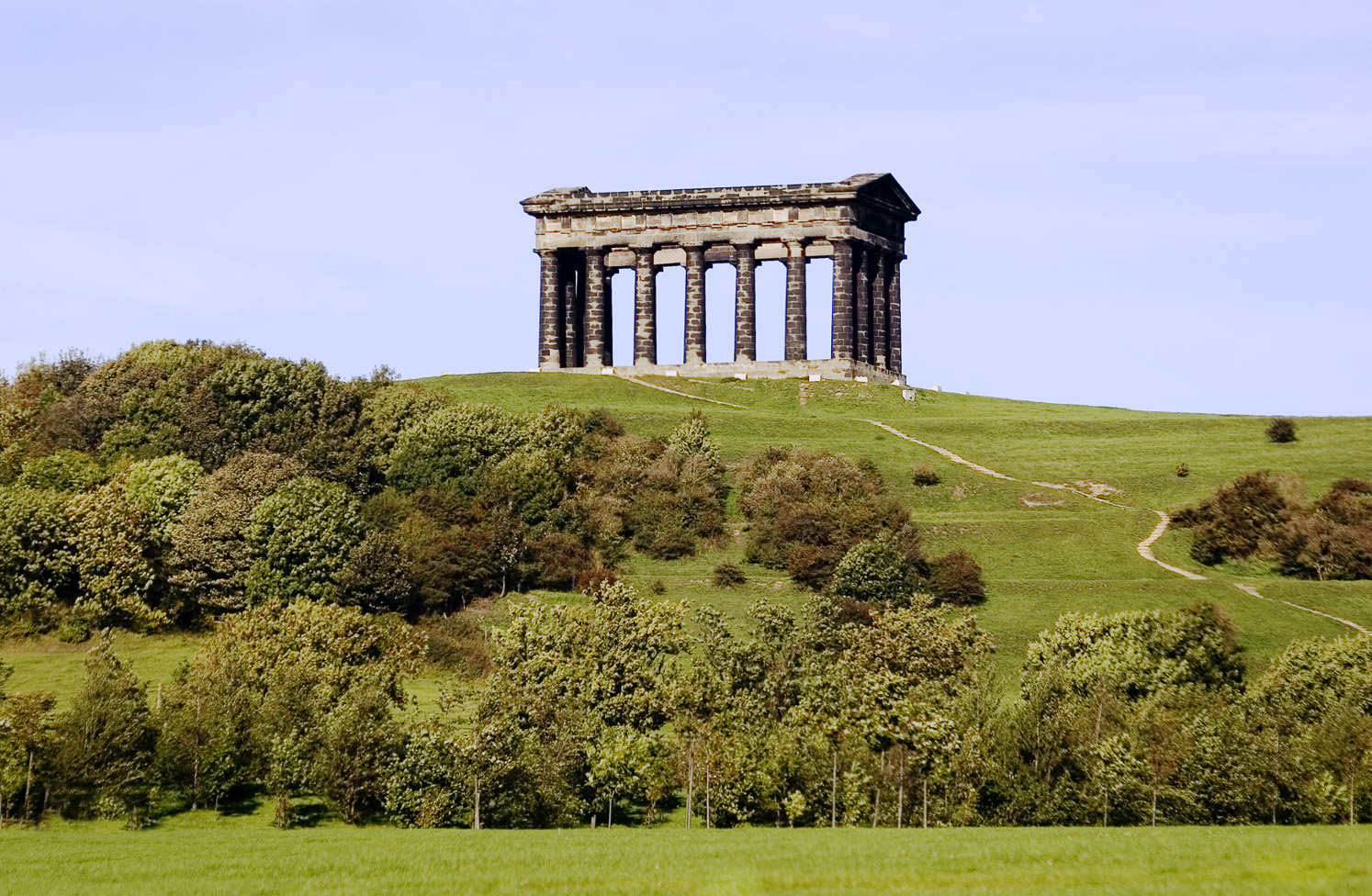
Penshaw Monument, Comté de Durham.

Une autre structure bien connue due aux Green est Penshaw Monument (1844). C'est une « folie » élevée sur Penshaw Hill, dans le comté de Durham. Le temple est une réplique du célèbre Temple d'Héphaïstos à Athènes et a été dédié à John George Lambton, premier comte de Durham et premier gouverneur de la Province du Canada. Le monument, construit sur une colline, visible à des kilomètres à la ronde, est un monument local emblématique. Il appartient maintenant au National Trust.
Benjamin Green a survécu à son père de seulement six ans, il est décédé dans un établissement psychiatrique à Dinsdale Park, comté de Durham, le 14 novembre 1858.

## Principaux travaux
Presbyterian Chapel, Newcastle upon Tyne, 1822 (démoli en 2011)

Literary and Philosophical Society, Newcastle upon Tyne, 1822–1825

St Peter's Church, Falstone, 1824-5

Westgate Hill Cemetery, Newcastle upon Tyne, 1825–1829, (lodge démoli en 1970)

Ingram Farm, Ingram, 1826

Whorlton Suspension Bridge, Wycliffe, County Durham, 1829–1831

Hawks Cottages, Gateshead, 1830 (démoli en 1960)

Scotswood Chain Bridge, Newcastle upon Tyne, 1831, (démoli 1967)

Church of St Mary and St Thomas Aquinas, Blaydon, 1831–1832

Bellingham Bridge, Bellingham, 1834

Holy Trinity Church, Dalton (près de Stamfordham), 1836

Vicarage of St Alban, Earsdon, 1836

Church of St Alban, Earsdon, 1836–1837

St Mary's Roman Catholic Church, Alnwick, 1836

Church of the Holy Saviour, Newburn, 1836–1837

Poor Law Guardians Hall, North Shields, 1837

Master Mariners Homes, Tynemouth, 1837–1840

Theatre Royal, Newcastle upon Tyne, 1837

Parish Hall of the Church of the Holy Saviour, Newburn, 1838

Column of Grey's Monument, Newcastle upon Tyne, 1838

Willington Viaduct, Wallsend, 1837–1839

Ouseburn Viaduct, Newcastle upon Tyne, 1837–1839

Church of the Holy Saviour, Tynemouth, 1839–1841

Ilderton Vicarage, Ilderton, 1841

The Red Cottage, Whitburn, 1842

Holy Trinity Church, Cambo, 1842

Holy Trinity Church, Horsley, 1844

The Earl of Durham's Monument, Sunderland, 1844

St Edwin's, Coniscliffe, Co. Durham, 1844 (restauration de l'église médiévale)

40-44 Moseley Street, Newcastle upon Tyne, 1845

Witham Testimonial Hall, Barnard Castle, 1846

Old Railway Station, Tynemouth Rd, Tynemouth 1846-7

Acklington Station, Acklington, 1847

Chathill Station, Chathill, 1847

Belford Station, Belford (Northumberland), 1847

Morpeth Station, Morpeth (Northumberland), 1847

Warkworth Station, Warkworth (Northumberland), 1847

Holy Trinity Church, Seghill, 1849

Newcastle Joint Stock Bank, St Nicholas Square, Newcastle, c.1850

Norham station, Norham, 1851

St Paul's Church, Elswick, 1854

All Saints Cemetery, Jesmond, 1854

Sailor's Home, 11 New Quay, North Shields, 1856

United Free Methodist Church, North Shields, 1857

Corn Exchange, Groat Market, Newcastle (démolie en 1974)

## Sources
- (en) H.G. Dobson, Men of Merit, 2006 (ISBN 0-9531840-7-2, lire en ligne )
- (en) Peter Leach, Green, John (1787–1852), 2004 (DOI 10.1093/ref:odnb/37484)
- (en) Grundy, J., McCombie, G., Ryder, P., Welfare, H. & Pevsner, N. (1992) The Buildings of England: Northumberland.  (ISBN 0 14 0710590)

## Ouvrages
- (en) Obituary. John Green, 1787–1852, vol. 13, Institute of Civil Engineers, 1854, 138 p. (DOI 10.1680/imotp.1854.23929 , lire en ligne)
- (en) Peter Leach, Green, Benjamin (bap. 1813, d. 1858), 2004 (DOI 10.1093/ref:odnb/37482)
- (en) A Biographical Dictionary of Civil Engineers in Great Britain and Ireland, vol. 1 (1500–1830), Thomas Telford / Institute of Civil Engineers, 2002 (ISBN 0 7277 2939 X, lire en ligne)